# Aglaophenia prominens
Aglaophenia prominens is een hydroïdpoliep uit de familie Aglaopheniidae. De poliep komt uit het geslacht Aglaophenia. Aglaophenia prominens werd in 1938 voor het eerst wetenschappelijk beschreven door Fraser. 